# لنجاف باصالح (الضليعة)

تعديل مصدري - تعديل

لنجاف باصالح هي إحدى قرى عزلة الضليعة بمديرية الضليعة التابعة لمحافظة حضرموت، بلغ تعداد سكانها 111 نسمة حسب تعداد اليمن لعام 2004.